# Yves (cantante)
Ha Soo-young (coreano: 하수영; Busan, 24 de mayo de 1997), más conocida por su nombre artístico Yves (coreano: 이브), es una cantante surcoreana. Es miembro de Loona y la subunidad Loona yyxy. Hizo su debut en solitario el 29 de mayo de 2024 con el EP Loop.

## Biografía
Yves nació el 24 de mayo de 1997 en Busan, Corea del Sur, donde vivió hasta la escuela primaria, cuando se mudó a Yangsan, Corea del Sur.

## Carrera

### 2017–2021: Debut con Loona
El 14 de noviembre de 2017, Yves fue revelada como la novena miembro del grupo de chicas ídolo coreanas Loona. Como parte de la estrategia de lanzamiento previo al debut del grupo, el 28 de noviembre lanzó su álbum sencillo homónimo que contiene dos canciones, el sencillo "New" y "D-1". En diciembre de 2017, Yves participó en la canción "The Carol 2.0" con los miembros de Loona, ViVi y Choerry. También apareció en la segunda canción "Girl's Talk" del álbum sencillo homónimo de otro miembro de Loona, Chuu.
Yves fue presentada como parte de la tercera subunidad de Loona, Loona yyxy. La subunidad incluye a los miembros Chuu, Go Won y HyeJu, y su EP, Beauty & the Beat, fue lanzado el 30 de mayo de 2018 y alcanzó el número 4 en el Gaon Album Chart. Debutó oficialmente con todo el grupo el 20 de agosto con el EP + +, que alcanzó el puesto número 2 en el Gaon Album Chart.
En mayo de 2020, Yves se convirtió en la nueva MC del programa de variedades Fact iN Star junto a Yoo Jae-hwan.

### 2022-presente: Demandas contra Blockberry Creative y debut en solitario
El 28 de noviembre de 2022, se informó que Yves y todos los miembros de Loona, excepto HyunJin y ViVi, presentaron una demanda para suspender sus contratos con Blockberry Creative, citando una pérdida de confianza en la empresa. Blockberry Creative había negado estas acusaciones. El 13 de enero de 2023, se reveló que Yves, junto con HaSeul, Go Won, Olivia Hye y YeoJin, perdieron el juicio contra Blockberry Creative con respecto a la terminación de sus contratos exclusivos. Sin embargo, el 16 de junio, la 5.ª División de Casos Civiles del Tribunal Superior de Seúl falló a favor de Yves, HaSeul, Go Won, Olivia Hye y YeoJin, permitiéndoles suspender sus contratos exclusivos con Blockberry Creative.
El 14 de marzo de 2024, Yves firmó un contrato exclusivo con Paix Per Mil. El 14 de mayo, cantó "Breath", una canción de las bandas sonoras originales de Missing Crown Prince. El 29 de mayo, hizo su debut en solitario con el lanzamiento de su EP debut Loop.
El 7 de agosto de 2025 Yves publicó su tercer EP, Soft Error, con los sencillos «White Cat» y «Soap», y con la participación de la cantante inglesa PinkPantheress y la artista mexicana Bratty.

## Discografía

### Álbumes recopilatorios
| Título                | Detalles | Mejor posición | Ventas      |
| Título                | Detalles | COR            | Ventas      |
| --------------------- | --- | -------------- | ----------- |
| Apple Cinnamon Crunch | - Lanzamiento: 1 de julio de 2025 - Discográfica: Paix Per Mil, Warner Korea - Formato: LP Lista de canciones Lado A 1. «Loop» 2. «Tik Tok» 3. «Gone Girl» 4. «Diorama» 5. «Goldfish» 6. «See You in Hell» (en vivo desde Vevo) Lado B 1. «Hash Tag» 2. «Viola» 3. «Bird» 4. «See You in Hell» 5. «Afterglow» 6. «Dim» | 51             | - COR: 1721 |

### EP
| Título     | Detalles | Mejor posición | Ventas                        |
| Título     | Detalles | COR            | Ventas                        |
| ---------- | --- | -------------- | ----------------------------- |
| Loop       | - Lanzamiento: 29 de mayo de 2024 - Discográfica: Paix Per Mil - Formatos: CD, digital, streaming Lista de canciones 1. «Diorama» 2. «Loop» (con Lil Cherry) 3. «Alferglow» 4. «Goldfish» (금붕어)                                              | 13             | - COR: 20 552[cita requerida] |
| I Did      | - Lanzamiento: 14 de noviembre de 2024 - Discográfica: Paix Per Mil - Formatos: CD, digital, streaming Lista de canciones 1. «Viola» 2. «Hashtag» 3. «Gone Girl» 4. «Tik Tok» 5. «Dim»                                                          | 16             |                               |
| Soft Error | - Lanzamiento: 7 de agosto de 2025 - Discográfica: Paix Per Mil - Formatos: CD, digital, streaming Lista de canciones 1. «White Cat» 2. «Soap» (con PinkPantheress) 3. «Aibo» (con Bratty) 4. «Do You Feel It Like I Touch» 5. «Study» 6. «Mom» | 7              | - COR: 19 255                 |

### Sencillos
| Título                                                                                       | Año  | Mejor posición | Álbum      |
| Título                                                                                       | Año  | COR Down.      | Álbum      |
| -------------------------------------------------------------------------------------------- | ---- | -------------- | ---------- |
| «Loop» (con Lil Cherry)                                                                      | 2024 | 161            | Loop       |
| «Tik Tok»                                                                                    | 2024 | —              | I Did      |
| «Viola»                                                                                      | 2024 | —              | I Did      |
| «Dim»                                                                                        | 2025 | —              | I Did      |
| «White Cat»                                                                                  | 2025 | —              | Soft Error |
| «Soap» (con PinkPantheress)                                                                  | 2025 | —              | Soft Error |
| «—» indica que el lanzamiento no se posicionó en la lista o no se publicó en ese territorio. |      |                |            |

### Apariciones en bandas sonoras
| Título          | Año  | Álbum                    |
| --------------- | ---- | ------------------------ |
| «Breath» (한숨) | 2024 | Missing Crown Prince OST |

### Créditos de composición
Todos los créditos de composición de canciones están adaptados de la base de datos de la Korea Music Copyright Association, a menos que se indique lo contrario.
| Título            | Año  | Artista    | Álbum         |
| ----------------- | ---- | ---------- | ------------- |
| «Playback»        | 2022 | Loona      | Flip That     |
| «Strawberry Soda» | 2023 | Loossemble | Loossemble    |
| «Truman Show»     | 2024 | Loossemble | One of a Kind |

## Videografía

### Videos musicales
| Título                  | Año  | Director(es) | Ref.   |
| ----------------------- | ---- | ------------ | ------ |
| «Loop» (con Lil Cherry) | 2024 | Bang Jaeyeob | [ 24 ] |
| «Viola»                 | 2024 | Eehosoo      | [ 25 ] |

## Filmografía

### Programas de televisión
| Año  | Título       | Rol                 | Ref.   |
| ---- | ------------ | ------------------- | ------ |
| 2019 | The Gashinas | Miembro del reparto | [ 26 ] |
| 2020 | Fact iN Star | MC                  | [ 27 ] |

## Giras y conciertos

### Apple Cinnamon Crunch Tour
| Fecha                     | Ciudad           | País           | Recinto                         |
| Europa                    | Europa           | Europa         | Europa                          |
| ------------------------- | ---------------- | -------------- | ------------------------------- |
| 4 de diciembre de 2024    | Berlín           | Alemania       | Huxleys Neue Welt               |
| 7 de diciembre de 2024    | Varsovia         | Polonia        | Palladium                       |
| 9 de diciembre de 2024    | Londres          | Inglaterra     | O2 Shepherd's Bush Empire       |
| 12 de diciembre de 2024   | París            | Francia        | Bataclan                        |
| 15 de diciembre de 2024   | Roma             | Italia         | Orion Live Club                 |
| Norteamérica              |                  |                |                                 |
| 16 de enero de 2025       | Montreal         | Canadá         | M Telus                         |
| 19 de enero de 2025       | Toronto          | Canadá         | Danforth Music Hall             |
| 21 de enero de 2025       | Brooklyn         | Estados Unidos | Brooklyn Paramount              |
| 23 de enero de 2025       | Chicago          | Estados Unidos | Copernicus Center               |
| 25 de enero de 2025       | Dallas           | Estados Unidos | House of Blues Dallas           |
| 27 de enero de 2025       | Houston          | Estados Unidos | House of Blues Houston          |
| 30 de enero de 2025       | Los Ángeles      | Estados Unidos | The Orpheum Theatre             |
| 1 de febrero de 2025      | San Francisco    | Estados Unidos | Palace of Fine Arts             |
| 4 de febrero de 2025      | Tacoma           | Estados Unidos | Pantages Theatre                |
| Norteamérica y Sudamérica |                  |                |                                 |
| 1 de abril de 2025        | Ciudad de México | México         | Foro Puebla                     |
| 3 de abril de 2025        | Buenos Aires     | Argentina      | C Art Media                     |
| 6 de abril de 2025        | Santiago         | Chile          | Spot Freedom                    |
| 8 de abril de 2025        | Lima             | Perú           | Centro de Convenciones Barranco |
| 11 de abril de 2025       | São Paulo        | Brasil         | Vip Station                     |